# Stoner (novela)
Stoner es una novela publicada por el escritor estadounidense John Williams en 1965. Fue reeditada en 1972 por Pocket Books, en 2003 por Vintage Books y en 2006 por el New York Review Books Classics.
La novela sigue la vida de William Stoner y su ordinaria carrera profesional y académica en la Universidad de Misuri, su matrimonio con Edith y su relación adúltera con Katherine, así como su amor y pasión por la literatura.
Stoner recibió poca atención durante la vida de su autor, pero su popularidad y prestigio aumentaron su notabilidad a partir de los años 2000, con varias reediciones publicadas en este período. La novela ha sido traducida a siete idiomas, incluido el español, y tuvo una recepción globalmente positiva por la crítica literaria francesa.

## Argumento
William Stoner nace en una pequeña granja en 1891. Un día, su padre le sugiere ir a la Universidad de Misuri a estudiar agricultura. Stoner acepta y, al estudiar un curso de literatura obligatorio, se enamora de los estudios literarios. Sin decírselo a sus padres, abandona el programa de agricultura y estudia solo humanidades. Completa su MA en Literatura inglesa y comienza a dar clase. Stoner se hace amigo de sus compañeros Gordon Finch y Dave Masters pero, al comienzo de la Primera Guerra Mundial, Gordon y Dave se alistan al ejército. Stoner decide continuar sus estudios durante la guerra, y Masters es asesinado en Francia. En una fiesta de la facultad, Stoner conoce y comienza a enamorarse de una joven llamada Edith, que se queda con su tía durante unas semanas. Stoner corteja a Edith y esta acepta casarse con él.
El matrimonio entre Stoner y Edith es malo desde el principio. Resulta evidente que Edith tiene problemas emocionales profundos y, además, está resentida porque canceló un viaje a Europa con su tía para casarse con Stoner. Tras tres años de matrimonio, Edith le dice repentinamente a Stoner que quiere un niño. De repente se vuelve sexualmente apasionada, por un período breve de tiempo. Cuando nace su hija Grace, Edith debe guardar cama durante casi un año, y Stoner se ocupa de la criatura. Stoner crea un lazo fuerte con su hija, que pasa la mayor parte de su tiempo con él en la oficina. Stoner se va dando cuenta de que Edith está armando una campaña para separarle emocionalmente de su hija. Stoner acepta el maltrato de Edith. Comienza a dar clases con más entusiasmo, pero con el paso de los años su matrimonio sigue siendo insatisfactorio y tenso. Grace se convierte en una niña infeliz y callada, que sonríe mucho pero tiene un vacío emocional.
En la Universidad, Finch se convierte en decano de la facultad. La conciencia de Stoner le obliga a suspender a un alumno llamado Charles Walker. Walker está protegido por un compañero de trabajo, el profesor Hollis Lomax. El estudiante es claramente deshonesto y no cumple con los requisitos para aprobar el curso de Stoner pero, pese a ello, la decisión de expulsar o mantener a Walker se detiene. Tras su ascenso a jefe de departamento, Lomax aprovecha cualquier oportunidad para vengarse de Stoner durante el resto de su carrera. Una colaboración entre Stoner y una profesora más joven del departamento, Katherine Driscoll, se transforma en una aventura amorosa. Irónicamente, poco después de encontrar una amante, la relación de Stoner con Edith y Grace mejora. Edith descubre la relación, pero no parece importarle. Cuando Lomax se entera, sin embargo, comienza a presionar a Katherine, que también enseña en el departamento de literatura inglesa. Stoner y Driscoll acuerdan que lo mejor es terminar con su aventura para no perjudicar su carrera académica, priorizada por ambos. Katherine abandona discretamente la ciudad, y Stoner no la verá nunca más.
Con el paso del tiempo, Stoner envejece, pierde poco a poco el oído, y comienza a convertirse en una figura legendaria del departamento de literatura inglesa pese a la oposición de Lomax. Comienza a pasar más tiempo en casa, ignorando a Edith, a quien le desagrada su presencia. Grace se hace adulta y se matricula en la Universidad de Misuri. El siguiente año, Grace anuncia que está embarazada y se casa con el padre de su hijo. El marido de Grace se apunta al ejército y muere antes del nacimiento del hijo. Grace va a St. Louis con el bebé para vivir con los padres de su marido. Visita a Stoner y a Edith de vez en cuando, y Stoner se da cuenta de que su hija tiene problemas con el alcohol.
A medida que se acerca la muerte de Stoner, su hija Grace comienza a visitarle. Profundamente infeliz y adicta a la bebida, Grace trata de reconciliarse con su padre sin mucho entusiasmo, y él se da cuenta de que su hija, como su madre, nunca será feliz. Cuando Grace se marcha, Stoner siente que la pequeña niña que amaba murió hace mucho tiempo. Stoner reflexiona sobre su vida. Piensa en sus fracasos, y se pregunta si habría podido ser más romántico con Edith, si hubiese podido ayudarla más. Después, piensa que no puede pensar en su vida como un fracaso. Durante una tarde cuando está solo, y muere poco después de ver varios estudiantes jóvenes yendo a clase desde su ventana.

## Temática
John McGahern afirma que Stoner "es una novela sobre el trabajo". No solamente el trabajo en sentido tradicional, sino también el trabajo emocional en la vida y las relaciones.
Uno de los temas centrales de la novela es la pasión. Las pasiones de Stoner se manifiestan en fracasos. Según Morris Dickstein, Stoner tiene dos pasiones: el conocimiento y el amor, y fracasa en ambas. El amor también es un tema muy frecuente en Stoner, más allá del romance; y destaca la alegría y el sufrimiento que pueden surgir del amor. 
Según Edwin Frank, editor del New York Review Book Classics, Stoner tiene varios elementos existencialistas. Es una historia de un hombre solitario contra el mundo, escogiendo su vida.